# Fronton (Haute-Garonne)
Die Gemeinde Fronton befindet sich in der Region Okzitanien, Département Haute-Garonne in Frankreich. Sie verfügt über eine Fläche von 45,8 km² auf Höhen zwischen 101 und 189 m über dem Meer und hat 6.664 Einwohner (Stand 1. Januar 2022). 

## Lage
Fronton liegt etwa auf halbem Wege zwischen der Départementshauptstadt Toulouse (28 km südlich), zu dessen Agglomeration es gehört, und der Stadt Montauban, die 22 km nördlich liegt. Das Gemeindegebiet wird vom Flüsschen Ruisseau de Rival durchquert, im Westen entspringt der Rieu Tort.

## Weinbau und Wirtschaft
- Die Stadt gab dem Weinbaugebiet Côtes-du-Frontonnais seinen Namen.
- Vieh- und Weidewirtschaft, Rinderzucht
- Obstanbau
- Weinkellereien
- Spirituosen-Destillerien

## Geschichte
Bereits die Römer besiedelten das Gebiet, das 1122 in den Besitz des Ordens vom Heiligen Johannes von Jerusalem, dem späteren Malteserorden kam. Die Kirche Saint-Jean-Baptiste wurde bereits 1119 von Papst Calixte II. (eigentlich Guido von Vienne oder Guido Graf von Burgund, Sohn des Grafen Wilhelm von Burgund) nach seiner Wahl und Krönung auf der Reise zu einem Konzil in Toulouse geweiht. Aus dieser Zeit stammt auch die Stadt, die um die Kirche herum erbaut wurde. In dieser Zeit erhielt der Orden viele nennenswerte Schenkungen, deswegen wurde eine Commanderie gegründet, die von einem Kommendator geleitet wurde und der zugleich Statthalter von Fronton war. Im 13. Jahrhundert begann man, die Stadt um das inzwischen gebaute Schloss Château de Gransac herum zu befestigen. 1303 machte König Philipp der Schöne mit seinem Heer in Fronton Station, von wo aus er gegen den Templerorden zog, um ihn zu vernichten. Die im 16. Jahrhundert einsetzenden, und bis 1628 dauernden Religionskriege zogen die Stadt und die Region immer wieder in Mitleidenschaft. 1567 wurde die Stadt zum ersten Mal von den Hugenotten angegriffen und verwüstet. Darüber hinaus hatte die Bevölkerung erheblich unter den damaligen Missernten und der Pest zu leiden.
1632 hielt sich König Ludwig XIII. in der Stadt auf, um die Bewohner durch Handauflegen von den Skrofeln zu heilen. Dabei handelte es sich um ein Krönungsritual, welches in Frankreich und England vom Mittelalter bis in die frühe Neuzeit zeremoniert wurde.
In den letzten Jahrzehnten profitierte Fronton vom wirtschaftlichen Aufschwung der nahe gelegenen Regionalhauptstadt Toulouse, zu deren Einzugsgebiet es gehört. Die Einwohnerzahl von Fronton stieg von 2200 Mitte der 1960er Jahre auf heute knapp 5000.

### Bevölkerungsentwicklung
| Jahr                       | 1962 | 1968 | 1975 | 1982 | 1990 | 1999 | 2006 | 2017 | 2019 |
| Einwohner                  | 2169 | 2272 | 2525 | 2814 | 3355 | 3891 | 5030 | 6079 | 6271 |
| Quellen: Cassini und INSEE |      |      |      |      |      |      |      |      |      |

## Sehenswürdigkeiten
Die Kirche Notre-Dame mit:
- romanischem Portal aus dem 12. Jahrhundert,
- Turm aus dem 12. Jahrhundert,
- Taufbecken aus Blei, das aus der Abtei von Grandselve stammt sowie
- goldenem Altaraufsatz (1640)

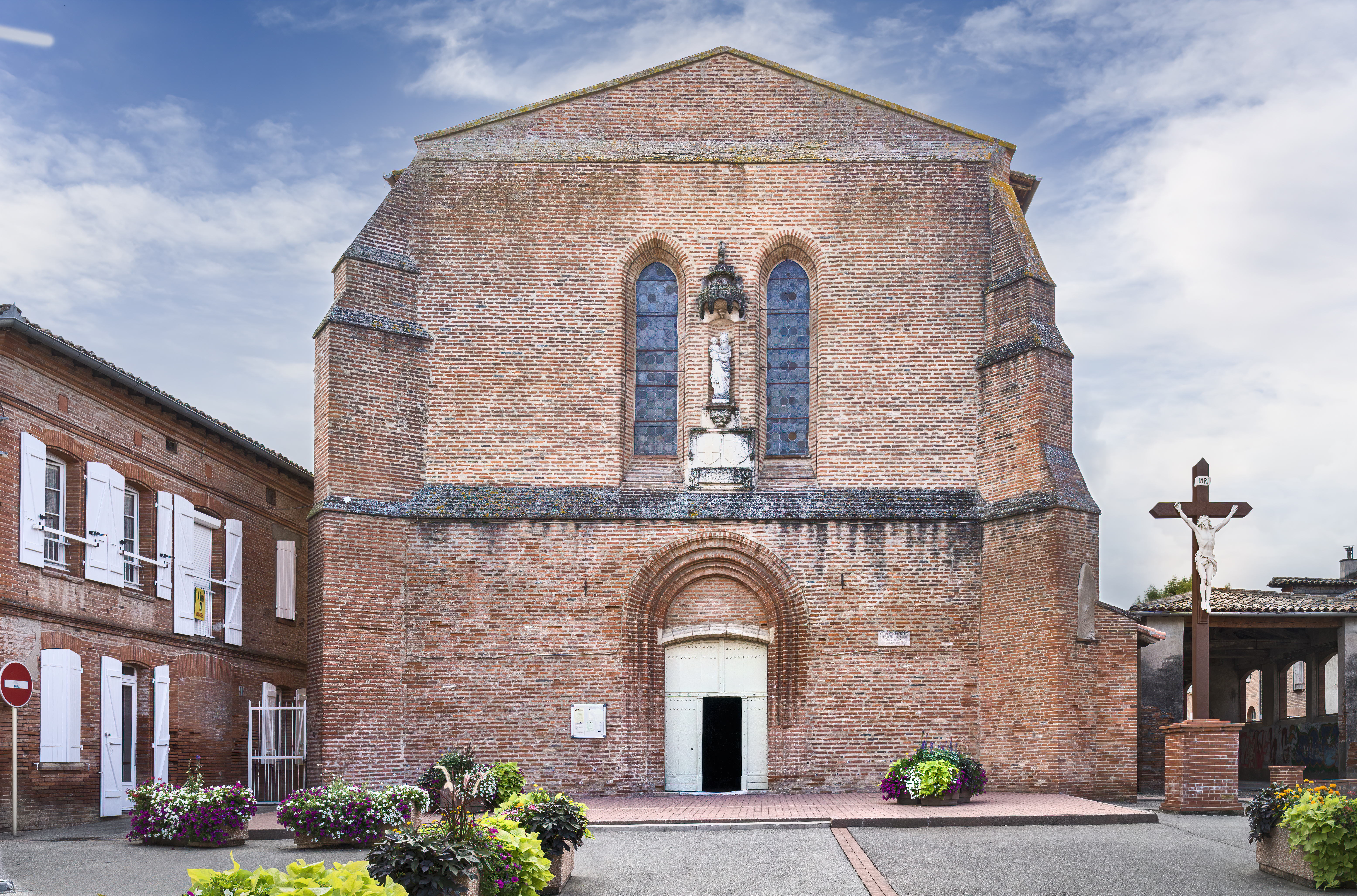
Romanischem Portal aus dem 12. Jahrhundert
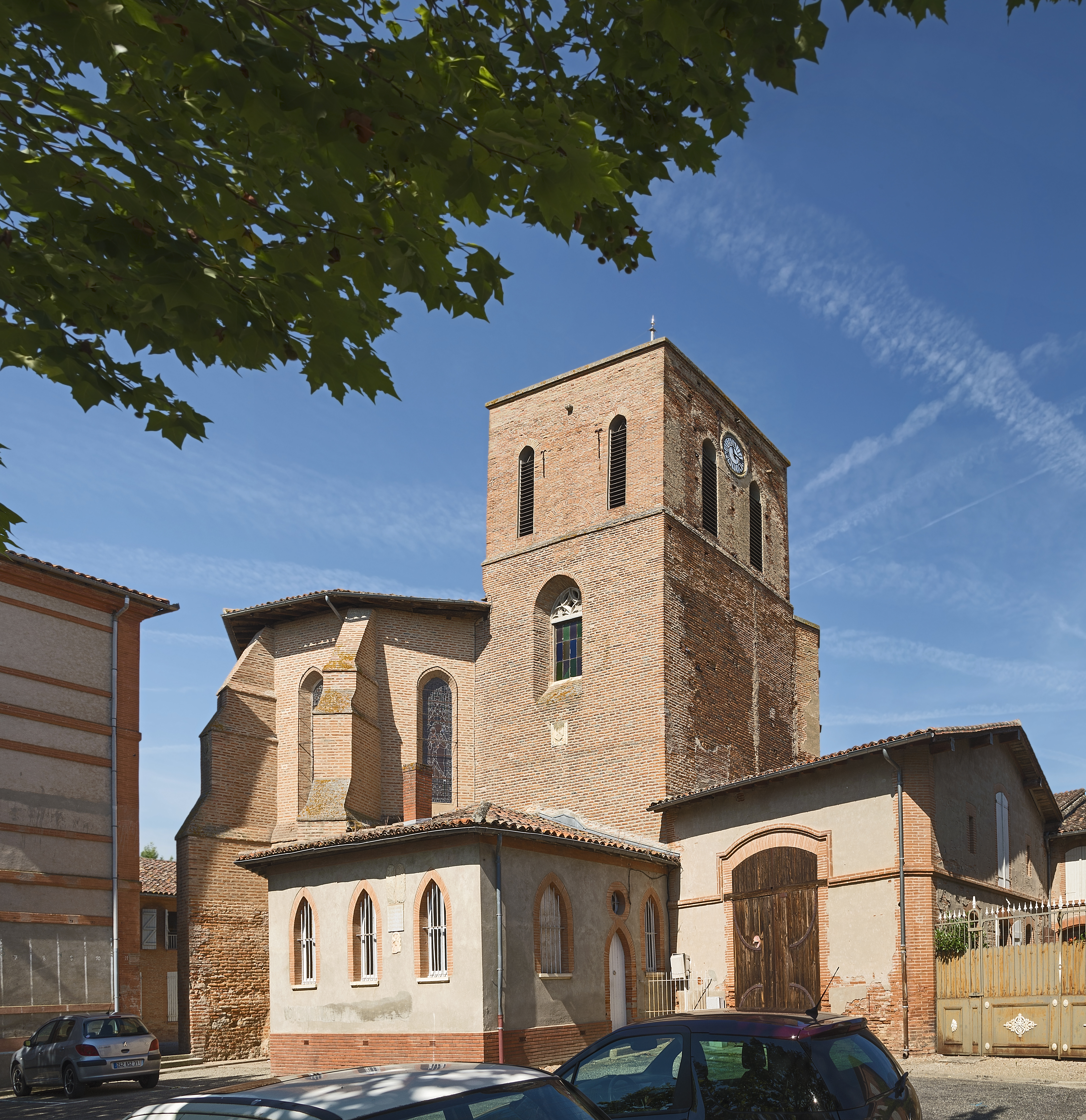
Turm aus dem 12. Jahrhundert
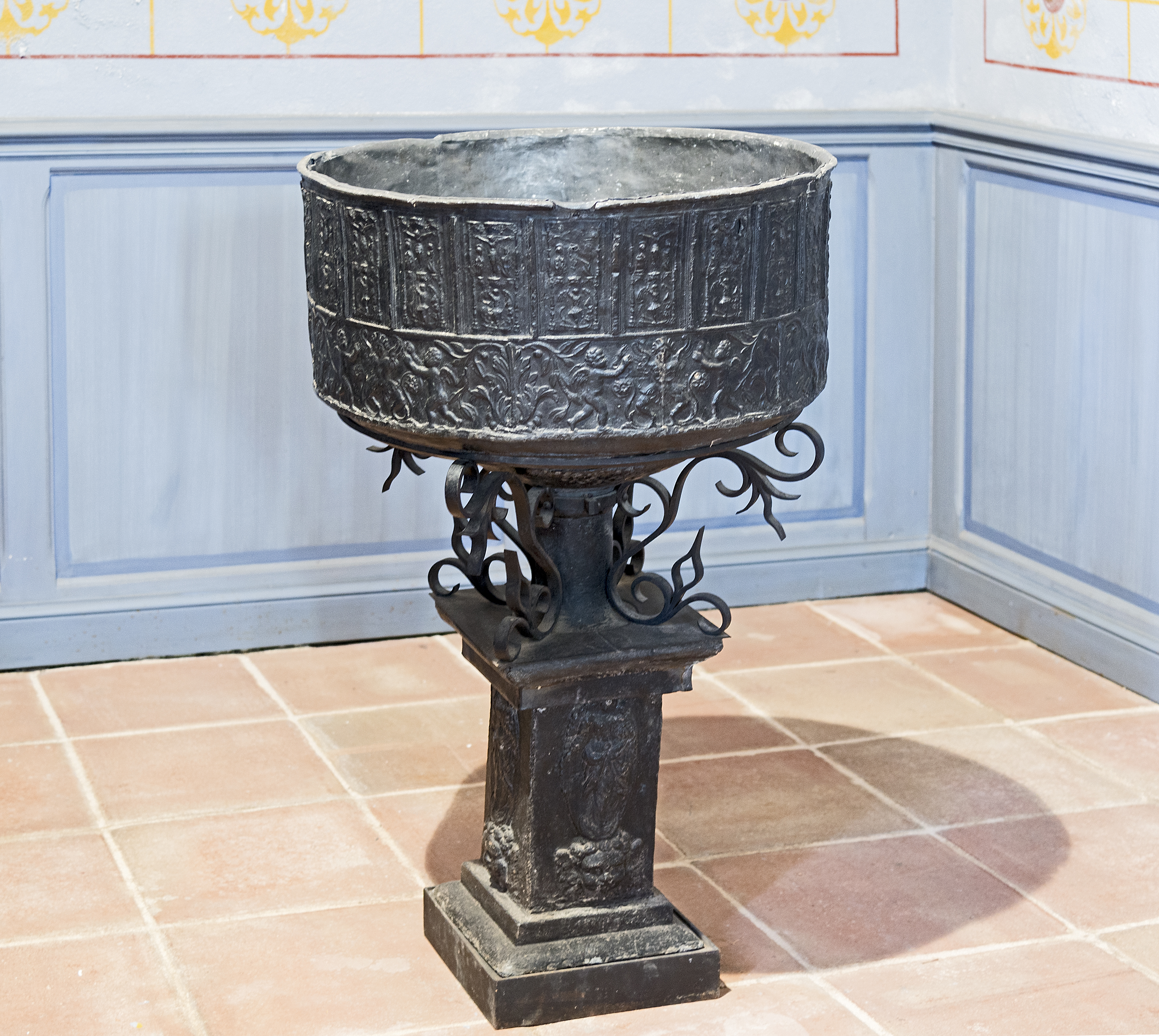
Taufbecken aus Blei, das aus der Abtei von Grandselve stammt sowie
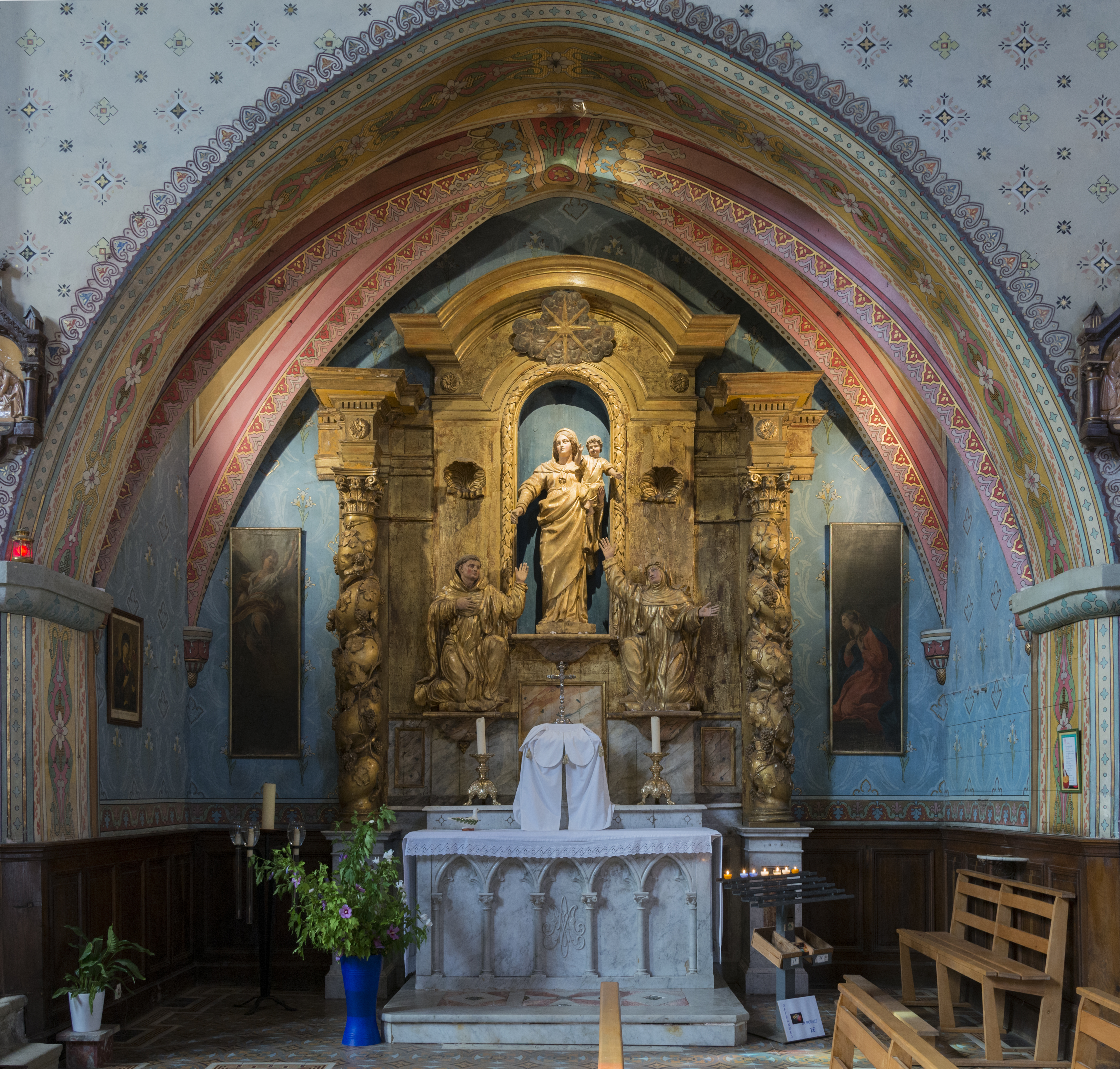
Goldenem Altaraufsatz (1640)